# 圣玛丽港
圣玛丽港（法語：Port-Sainte-Marie，法語發音：[pɔʁ sɛ̃t maʁi]）是法国洛特-加龙省的一个市镇，位于该省中南部，属于阿让区。

## 地理
圣玛丽港（44°15'2"N, 0°23'50"E）面积18.94 平方千米，位于法国新阿基坦大区洛特-加龍省，该省份为法国西南部内陆省份，北起多爾多涅省，西接吉倫特省和朗德省，南至热尔省，东临塔恩-加龙省和洛特省。
与圣玛丽港接壤的市镇（或旧市镇、城区）包括：拉加里格、艾吉永、巴藏、弗加罗勒、加拉皮扬、圣洛朗、加龙河畔图阿尔。

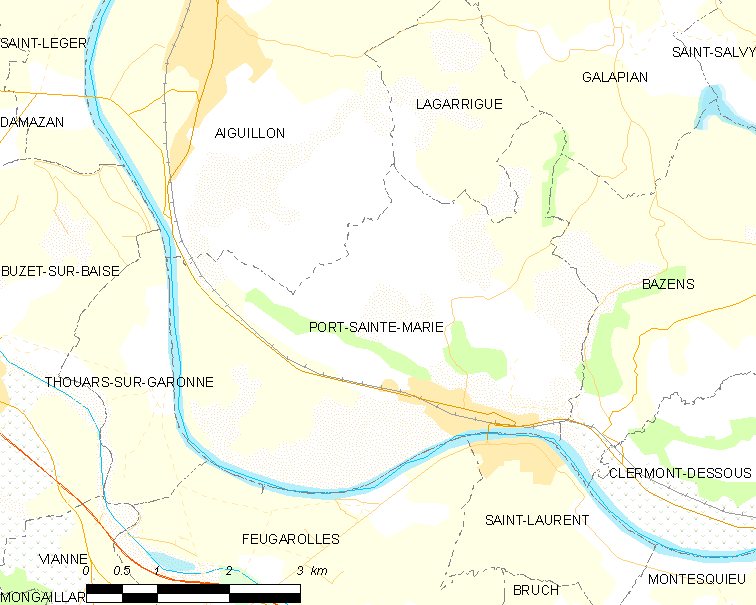
圣玛丽港的OSM定位图

圣玛丽港的时区为UTC+01:00、UTC+02:00（夏令时）。

## 行政
圣玛丽港的邮政编码为47130，INSEE市镇编码为47210。

## 政治
圣玛丽港所属的省级选区为汇流县。

## 人口

1962-2008年间圣玛丽港人口变化图示

圣玛丽港于2022年1月1日时的人口数量为1846人。